# Wishbringer

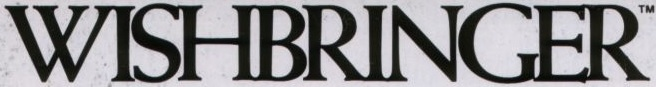

Wishbringer är ett textäventyrsspel utformat av Brian Moriarty och utgivet av Infocom 1985. Spelet är utformat att vara enklare än andra Infocom-spel och för att ge en bra introduktion för spelare som vill utforska genren.
Man spelar som ett postbud i den lilla fiskebyn Festeron, och man ska göra en leverans till ägaren av butiken Ye Olde Magick Shoppe. Det visar sig vara ett brev från häxan The Evil One som har hennes katt fångad och begär att få den magiska stenen Wishbringer i utbyte, detta innan månen går ner. Butiksägaren vill att man hjälper henne att få sin katt tillbaka. Men man upptäcker snart att Festeron har förvandlats till en mer farlig och olycksbådande plats av The Evil One. Man kan göra spelet lättare genom att använda Wishbringer, stenen kan uppfylla sju önskningar, men det går även att klara av spelet utan att använda stenen och för det får man högre poäng.
Med spelet följer även The Legend of Wishbringer, ett häfte utformat som en bok som förklarar hur stenen Wishbringer blev till (i en återutgivning av spelet är det ett objekt i själva spelet istället för i förpackningen); ett kuvert och brev man ska leverera; en karta över Festeron; och en självlysande sten gjord av plast.